# Kabinett D’Alema I
Das Kabinett D’Alema I regierte Italien vom 21. Oktober 1998 bis zum 22. Dezember 1999. Im Jahr 1996 hatte das Mitte-links-Bündnis L’Ulivo die Parlamentswahlen gewonnen, woraufhin das Kabinett Prodi I die Regierung bis Oktober 1998 übernahm und dann wegen des Ausscherens der Rifondazione Comunista zurücktrat. Mit den verbliebenen Koalitionspartnern bildete Ministerpräsident Massimo D’Alema sein erstes Kabinett. Diesem folgte im Dezember 1999 wegen einer Kabinettsumbildung das Kabinett D’Alema II.

## Minister
| Ministerien                         | Name | Partei        |
| ----------------------------------- | --- | ------------- |
| Ministerpräsident                   | Massimo D’Alema                                                                                         | DS            |
| Stellvertretender Ministerpräsident | Sergio Mattarella                                                                                       | PPI           |
| Äußeres                             | Lamberto Dini                                                                                           | RI            |
| Inneres                             | Rosa Russo Iervolino                                                                                    | PPI           |
| Justiz                              | Oliviero Diliberto                                                                                      | PdCI          |
| Verteidigung                        | Carlo Scognamiglio Pasini                                                                               | UDR           |
| Schatz und Haushalt                 | Carlo Azeglio Ciampi (bis 13. Mai 1999, zum Staatspräsidenten gewählt) Giuliano Amato (ab 13. Mai 1999) | parteilos     |
| Finanzen                            | Vincenzo Visco                                                                                          | DS            |
| Landwirtschaft                      | Paolo De Castro                                                                                         | parteilos     |
| Öffentliche Arbeiten                | Enrico Micheli                                                                                          | PPI           |
| Verkehr                             | Tiziano Treu                                                                                            | RI            |
| Industrie                           | Pierluigi Bersani                                                                                       | DS            |
| Außenhandel                         | Piero Fassino                                                                                           | DS            |
| Post, Kommunikation                 | Giuseppe Zavettieri                                                                                     | DS            |
| Gesundheit                          | Rosy Bindi                                                                                              | PPI           |
| Arbeit und Soziales                 | Antonio Bassolino (bis 21. Juni 1999) Cesare Salvi (ab 21. Juni 1999)                                   | DS            |
| Kulturgüter                         | Giovanna Melandri                                                                                       | DS            |
| Umwelt                              | Edoardo Ronchi                                                                                          | FdV           |
| Schulen                             | Luigi Berlinguer                                                                                        | DS            |
| Hochschulen und Forschung           | Ortensio Zecchino                                                                                       | DS            |
| Minister ohne Geschäftsbereich      | Name | Partei        |
| Regionen                            | Katia Bellillo                                                                                          | PdCI          |
| Verwaltung                          | Anglo Piazza                                                                                            | SDI           |
| Gleichberechtigung                  | Laura Balbo                                                                                             | FdV           |
| Europapolitik                       | Enrico Letta                                                                                            | PPI           |
| Verfassungsreformen                 | Giuliano Amato (bis 13. Mai 1999) Antonio Maccanico (ab 21. Juni 1999)                                  | parteilos Dem |
| Beziehungen zum Parlament           | Gian Guido Folloni                                                                                      | UDR           |
| Sozialer Zusammenhalt               | Livia Turco                                                                                             | DS            |